# Sommartider (фильм)
«Sommartider» — шведский художественный фильм 2024 года режиссёра Пера Симонссона. Изначально фильм назывался «Sommartider — Filmen om Gyllene Tider» (со швед. — «Sommartider — фильм о Gyllene Tider»). Фильм вышел 17 июля 2024 года (в кинотеатрах), а позже на шведской стриминговой платформе Viaplay. Фильм выходит на студии Nordisk Film. Режиссёр и автор сценария — Пер Симонссон. Производство: Nevis Productions.
Фильм рассказывает историю образования одной из самых популярных современных поп-рок групп Швеции Gyllene Tider. Своё название картина получила от названия самого известного и популярного хита группы, песни «Sommartider». Основатель и фронтмен коллектива Пер Гессле заявил в интервью, что «надеется, что фильм вдохновит [современных] детей на создание [новых] музыкальных групп». Подзаголовок фильма гласит: «den (nästan) sanna historien om Gyllene Tider» (со швед. — «(почти) правдивая история Gyllene Tider»).
За первые пять дней с момента премьеры фильма в широком прокате в Швеции его посмотрели 40 575 человек. Фильм вошел в чарт кинокартин «Biotoppen» сразу на втором месте (уступив лишь анимационному фильму «Головоломка 2», вышедшему в тот же день) и, по отзывам прессы, «очаровал шведскую публику» и «не похож ни на что другое». За две недели фильм посмотрели более 100 000 человек в Швеции, 10 % из их числа посмотрели фильм в Хальмстаде.
Крупнейший шведский портал о кино «MovieZine» присудил фильму третье место в списке пяти лучших шведских фильмов 2024 года. За исполнение главной роли в фильме, Вальдемар Вальбек был номинирован на премию «Халландец Года 2024».

## История
Идея снять фильм пришла к режиссёру Перу Симонссону так как он сам играл в музыкальной группе и, по его словам, «понимал это чувство», когда группа подписывает контракт с крупным лейблом звукозаписи и становится знаменитой. Кроме того, он также подтвердил, что при написании сценария проводил «множество долгих переговоров» с участниками Gyllene Tider, которые в конечном счёте внесли крайне весомый вклад в создание фильма.
Кастинг для фильма начался 22 апреля 2023 года. По его результатам были отобраны пять артистов на главные роли участников группы.
Съемки фильма начались в Хальмстаде в августе 2023 года во время шведских гастролей Gyllene Tider Hux flux sommarturné. По сообщениям СМИ Пер Гессле изначально сомневался в успехе подобного проекта, однако после старта проекта с нетерпением ждал выхода картины.
Съемки продолжились осенью 2023 года в одном из ночных клубов Стокгольма на улице Hamngatan, который был преобразован в «Café Opera» в стиле 1980-х. Все пять исполнителей главных ролей — дебютанты в широкоэкранном кино (трое из пяти актёров ранее появлялись на сцене в качестве музыкантов или актёров телевидения). Более того, у них нет специального музыкального образования и для участия в фильме они брали уроки музыки у реальных участников Gyllene Tider.
По признанию режиссёра фильма Пера Симонссона, когда Пер Гессле прочитал сценарий фильма, он сказал: «Это не совсем то, что происходило на самом деле, но то, как я это чувствовал». Так как фильм описывает детство и юность Гессле, а также моменты профессиональной биографии музыканта, он был вовлечён в процесс создания картины и отвечал на некоторые вопросы о происходивших почти 40 лет назад событиях (например, о трагедии в лене Блекинге перед концертом Gyllene Tider в 1981 году, когда в давке погибли три человека).
Первый тизер-трейлер к фильму вышел 21 декабря 2023 года.
15 апреля 2024 года на официальной странице группы Gyllene Tider в социальной сети Facebook было опубликовано сообщение о том, что Мике Андерссон, Андерс Херрлин и Матс МП Перссон посмотрели готовый фильм (до его выхода в широкий прокат) в офисе производственной компании «Nevis Productions» в Стокгольме и «остались довольны результатом». Пер Гессле также подтвердил, что остался доволен результатом после просмотра нескольких сцен.

## Сюжет
Фильм рассказывает историю создания «легендарной» шведской поп-рок группы Gyllene Tider, «крупнейшей поп-сенсации нашего времени». Пер Гессле — аутсайдер в одной из средних школ Хальмстада, который с помощью музыки находит друзей на всю жизнь — МП, Мике, Андеша и Йорана. Фильм рассказывает об истории группы с 1979 по 1984 год, включая трагический инцидент 30 апреля 1981 года, когда три человека погибли в давке перед концертом группы в шведском городке Кристианопель. Рассказывается история знакомства Пера Гессле и его будущей жены Осы Нордин. В фильме также будет показана история музыкальной сцены Хальмстада, который иногда называют «шведским Ливерпулем», конца 1970-х годов и историю знакомства Гессле с Мари Фредрикссон, которые позже оснуют группу Roxette.
В фильме имеется несколько сцен, которые являются художественным вымыслом. По словам его создателей в картине показана «(почти) правдивая история» группы.

## В ролях
| Актёр                  | Роль |
| ---------------------- | --- |
| Вальдемар Вальбек      | Пер Гессле автор песен, вокалист и гитарист Gyllene Tider                                               |
| Феникс Парневик        | Мике «Сюд» Андерссон ударник Gyllene Tider                                                              |
| Ланс Хедман Грааф      | Андерс Херрлин басист Gyllene Tider                                                                     |
| Вилле Лёфгрен          | Матс МП Перссон гитарист Gyllene Tider                                                                  |
| Ксавье Кулас           | Йоран Фритцон клавишник Gyllene Tider                                                                   |
| Пер Лассон             | Курт Гессле отец Пера Гессле                                                                            |
| Александра Цеттерберг  | Элизабет Гессле мать Пера Гессле                                                                        |
| Лова Шильдт            | Оса Нордин подруга Пера Гессле, в будущем его жена                                                      |
| Хампус Халльберг       | Лассе Линдблюм Имеется ввиду Лассе Линдбом, шведский артист, музыкант, музыкальный продюсер             |
| Анастасиос Сулис       | Кьелль Андерссон шведский музыкальный продюсер лейбла EMI                                               |
| Феликс Сандман         | Тоббе                                                                                                   |
| Элла Тиритиелло        | Мари Фредрикссон шведская певица, основательница (совместно с Пером Гессле) и вокалистка группы Roxette |
| Энриетте Стеенструп    | Сиван Андерссон                                                                                         |
| Николь Бертич Ковач    | Сюсан                                                                                                   |
| Моа Бондессон          | девушка Матса МП Перссона                                                                               |
| Эмиль Альмен           | Лоффе Хьёгрен                                                                                           |
| Ава Никоделль          | Анни |
| Фрея Бартольд          | Джеки                                                                                                   |
| Фредрик Нильссон Соила | Педда                                                                                                   |
| Анна Анстед            | медсестра                                                                                               |
| Тобиас Перссон         | отец Йорана Фритцона                                                                                    |
| Расмум Лемнелль        | |
| Расмус Трёдссон        | организатор                                                                                             |
| Свен Альстрём          | психолог                                                                                                |
| Ханна Дорсин           | журналистка Эрина                                                                                       |
| Рикард Свенссон        | сотрудник банка Якоб                                                                                    |
| Йоаким Ланг            | Томас Нордлунд                                                                                          |
| Эмиль Брулин           | Бенгт Пальмерс                                                                                          |
| Пер Гессле             | посетитель бара                                                                                         |
| Оса Гессле             | посетительница бара                                                                                     |
| Габриель Гессле        | бармен                                                                                                  |
| Йоран Фритцон          | конферансье                                                                                             |
| Андерс Херрлин         | |
| Мике «Сюд» Андерссон   | |

### Исполнители главных ролей
Исполняющий роль Пера Гессле Вальдемар Вальбек родился в 13 февраля 2003 года в Хальмстаде, Швеция, семье шведского комедийного актёра Петера Вальбека Он также вырос в этом городе. Как и его прототип, он тоже поёт в группе Pipsvängen и также выступал в домах престарелых. Вальбек вокалист и танцор, обучается в Гётеборгской балетной академии (швед. Balettakademien Göteborg), а его преподаватель — Тобиас Перссон, создатель «Gula Tidningen», пародии на Gyllene Tider в фильме «Join the Flumeride» (1998). Роль в данном фильме — его дебют в кино.
Феникс Парневик стал известен в Швеции благодаря участию в реалити-шоу «Parneviks» на TV3. Он родился в 16 февраля 2021 года в городе Джупитер, штат Флорида (США) и обучался актёрскому мастерству в США. Его родители шведы, отец — профессиональный гольфист Йеспер Парневик. Он внук шведского комика Боссе Парневика. Изначально он пробовался на роль Пера Гессле, однако после встречи режиссёра с Парневиком и Мике «Сюдом» было решено, что Парневик сыграет роль ударника группы.
Ланселот Хедман Грааф также известен как Lance Hedman Graaf. Родился 21 июня 2000 года в Швеции. Он сын артистки Магдалены Грааф и футболиста Магнуса Хедмана. Он уже состоявшийся певец и актёр, известный благодаря нескольким ролям на шведском телевидении.
Вилле Лёфгрен (швед. Ville Löfgren) из Карлсхамна и Ксавье Кулас (швед. Xawier Kulas) из Хальмстада — дебютанты в кино.
После объявления о кастинге на главные роли в фильме кинокомпания заявила, что ищет пятерых молодых людей, умеющих играть на музыкальных инструментах и способных повторить халландский диалект и акцент (для соответствия настоящим участникам Gyllene Tider). После проведения нескольких открытых кастингов в Хальмстаде создатели фильма смогли утвердить всего двух актёров — Вальдемара Вальбека и Ксавье Куласа. Остальных актёров искали по всей Швеции и даже в США — позже им пришлось тренировать соответствующий западно-шведский говор. Кроме того, во время съёмок картины её создателей критиковали за то, что трое из пяти главных актёров являются детьми знаменитостей и их актёрские таланты могут быть поставлены под сомнение. Тем не менее, режиссёр Пер Симонссон настоял на своём выборе и после выхода картины на широкий экран она получила положительные отзывы критиков.

### Исполнители ролей второго плана
В фильме также снялись два известных в Швеции музыканта: певица Элла Тиритиелло исполнила роль Мари Фредрикссон. Певец Феликс Сандман должен был изначально исполнить роль Мартина — имелся ввиду Мартин Стернхуфвуд (швед. Martin Sternhufvud), хальмстадский музыкант, который выступал вместе с Мари Фредрикссон непродолжительное время в составе рок-группы MaMas Barn. После выхода фильма стало известно, что персонажа Сандмана зовут Тоббе и его сюжетная линия — полностью художественный вымысел. По сюжету Фредрикссон и Тоббе играют в группе Audiovisuellt angrepp.
Моа Бондессон, сыгравшая в фильме роль девушки Матса МП Перссона, в реальной жизни является девушкой актёра Вилле Лёфгрена, исполнителя роли Матса МП Перссона. Кроме того, пара является музыкальным дуэтом, Moa & Ville.

### Пасхальные яйца
В фильме снялись двое актёров, создавших фильм-пародию на группы Gyllene Tider и Roxette в 1998 году. Автор-сценарист, режиссёр и исполнитель одной из эпизодических ролей в мокьюментари «Join the Flumeride» Тобиас Перссон исполнил роль отца Йорана Фритцона. Исполнительница роли Морит Фредманссон (пародия на Мари Фредрикссон), шведская актриса Анна Анстедт, исполнила роль медсестры. Кроме того, настоящие участники Gyllene Tider появляются в фильме в эпизодических ролях. Пер Гессле появляется в фильме с супругой — они исполняют роли посетителей бара; их сын Габриель Гессле появляется в кадре в роли бармена.

## Саундтрек
В интервью шведской газете «Dagens Nyheter» Пер Гессле заявил, что музыку для фильма отбирал он сам, исполняют её музыканты группы Roxette, а поёт исполнитель роли Гессле — Вальдемар Вальбек.
Саундтрек для фильм вышел в двух альбомах. Оба вышли в день релиза фильма, 17 июля 2024 года в цифровом формате (потоковое аудио, цифровая дистрибуция).
Первый называется Sommartider (Låtarna från filmen) (со швед. — «Летнее время (Песни из фильма)»). Все песни исполняет Вальдемар Вальбек, исполнитель главной роли Пера Гессле. Одну песню «Flickan i en Cole Porter-sång (Demo)» он поёт с Эллой Тиритиелло, исполнительницей роли Мари Фредрикссон. В альбом вошли наиболее известные хиты Gyllene Tider в исполнении актёра, а также несколько «демоверсий» и записей живых выступлений — так, как обычно выпускает свои альбомы сам Гессле. Всего в альбоме 18 песен, общая продолжительность звучания: 59 мин 51 сек.
Второй альбом называется Sommartider (Musiken från filmen) (со швед. — «Летнее время (Музыка из фильма)»). Этот альбом создали участники группы Roxette Кларенс Эверман и Кристофер Лундквист. В альбое 24 композиции, продолжительность звучания 48 мин 49 сек.

### Sommartider (Låtarna från filmen)
1. Billy (5:28)
2. Revolver upp (2:30)
3. Flickorna på TV2
4. [Dansar inte lika bra som] Sjömän
5. Ska vi älska, så ska vi älska till Buddy Holly
6. När vi två blir en
7. [Kom så ska vi] Leva livet
8. När alla vännerna gått hem
9. Ljudet av ett annat hjärta
10. Flickan i en Cole Porter-sång
11. Tylö Sun
12. Sommartider
13. Flickan i en Cole Porter-sång (Demo)
14. [Dansar inte lika bra som] Sjömän (Demo)
15. Revolver upp (Live)
16. När vi två blir en (Live)
17. [Kom så ska vi] Leva livet (Live)
18. När alla vännerna gått hem (Live)

### Sommartider (Musiken från filmen)
1. Makten och härligheten
2. Så som i replokalen, så som i himmelen
3. I plugget
4. Rätt sida av historien
5. Min avbokning är din påbokning
6. Drömmar
7. Att spela i ett band (Del 1)
8. Att inte leka med elden
9. En sal på lasarettet
10. Hej det var från EMI
11. Juni, juli, augusti (Bussversionen)
12. Så som i EMI-studion, så som i paradiset
13. Det är över nu (Stockholmsdjävlarversionen)
14. För vi har tagit studenten
15. Gå och fiska (Frisörversionen)
16. Gå och fiska (Middagsversionen)
17. Att spela i ett band (Del 2)
18. Här inne är allt lugnt
19. Tre döda
20. The show must go on
21. För dyrt
22. Tuffa tider (Prärieversionen)
23. Att spela i ett band (Del 3)
24. Makten och härligheten (Instrumental)

## Релиз
Предпремьерный показ фильма прошёл за день до официального релиза в хальмстадском историческом кинотеатре «Röda Kvarn» (со швед. — «Красная мельница») сети кинотеатров «Svenska Bio». На показе присутствовали исполнители главных ролей, музыканты Gyllene Tider, режиссёр фильма, авторы саундтрека, шведский знаменитости (например, режиссёр Юнас Окерлунд) и другие. После показа фильм удостоился стоячих оваций. Официальный релиз состоялся 17 июля 2024 года (в Швеции). Релиз картины в Финляндии состоялся 19 июля 2024 года.
Феникс Парневик и прототип его героя Мике «Сюд» Андерссон лично представляли фильм в десяти городах Швеции в конце июля 2024 года (за три дня они посетили девять городов и на четвёртый день они посетили три кинотеатра в Стокгольме).
Фильм показывался в шведских кинотеатрах до 10 ноября 2024 года. 11 ноября 2024 года фильм вышел для покупки или аренды на стриминговой платформе «Viaplay».

## Отзывы критиков
| Оценки критиков | Оценки критиков |
| Источник        | Оценка          |
| --------------- | --------------- |
| Kulturbloggen   | [ 34 ]          |
| Filmbladet      | [ 35 ]          |
| MovieZine       | [ 36 ]          |
| Aftonbladet     | [ 31 ]          |
| Dagens Nyheter  | [ 37 ]          |
| Cinetaste       | [ 38 ]          |
| Filmtopp.se     | [ 39 ]          |
| Toppraffel.se   | [ 40 ]          |

- За полгода до выхода фильма один из крупнейших шведских таблоидов, газета «Expressen», опубликовал обзор предстоящих фильмов на весну 2024 году. При этом, фильм о Gyllene Tider был запланирован на лето этого же года, однако и он попал в обзор критика, Марии Брандер. В своём обзоре она отмечает, что доля шведских фильмов в кинотеатрах королевства упала до рекордных 17,1 %, по этой причине сегодня особенно важно снимать и популяризировать шведское кино. Тем не менее, Брандер задаётся вопросом: будет ли для этого достаточно только лишь детей знаменитостей на экране и ностальгической музыки 1980-х? Тем не менее, она надеется, что «Пера Гессле и ко. будет достаточно, чтобы зрители пошли в кинотеатры смотреть шведское [кино]»[41].
- Одну из первых рецензий на фильм за неделю до его выхода публикует шведский портал «Kulturbloggen». Его обозревательница Розмари Сёдергрен отмечает, что это «замечательный фильм», «самый приятный фильм лета», который «полностью поразил» её. Она отмечает, что это художественный, а не документальный фильм, поэтому не все описываемые в картине события могут соответствовать действительности. Тем не менее, это «выдающаяся история, которая, в конце концов, отражает что-то из реальности.». Одним из преимуществ фильма по мнению Сёдергрен является то, что это не только история о подростках, которые основали «одну из самых значимых поп-групп страны», но также и «кусочек истории Швеции» и «истории музыки конца 1970-х, начала 1980-х годов». Особенно критик отмечает исполнителей главных ролей, игрой которых она восхищается, равно как и их мастерством передать халландский акцент шведского языка[34].
- Обозреватель крупнейшего шведского таблоида «Aftonbladet» Йенс Петерсон называет картину «очаровательным летним фильмом о поп-группе» и замечает, что она «прекрасно передает ощущение подъема от музыки, ощущения единения с радостью от игры». Петерсен отмечает некоторые нестыковки в сценарии (например, автобус едет из Хальмстада в Стокгольм вдоль моря) и в поведении персонажей (Гессле на экране выглядит слишком замкнутым и размышляющим, в то время как другие музыканты «носятся вокруг как стая щенков»). Тем не менее, Петерсон отмечает актёрскую игру и вокальные способности Вальдемара Вальбека, и то, что при создании картины продюсерам, видимо, очень помогла книга «Att vara Per Gessle»[31].
- Рецензент «Göteborgs-Posten» Юхан Линдквист отмечает, что «фильм о Gyllene Tider сочетает в себе все знакомые черты музыкального фильма, но в то же время ему удается уловить как мимолетную душу поп-группы, так и ее сверхчистую ДНК»[42].

## Награды и номинации

### Номинации
После объявления всех номинантов на кинопремию «Золотой жук», кинокритик шведской газеты «Aftonbladet» Ян-Улов Андерссон (швед. Jan-Olov Andersson) написал, что исполнитель главной роли Вальдемар Вальбек должен был быть номинирован в категории «Лучший актёр». Вместо этого, фильм удостоился лишь «ничтожной номинации за лучшую операторскую работу».
| Премия «Золотой жук»                    | Премия «Золотой жук» |
| --------------------------------------- | -------------------- |
| 2025                                    |                      |
| Лучшая операторская работа (Юхан Пальм) |                      |
| Приз зрительских симпатий               |                      |

## Признание
За исполнение главной роли в фильме, Вальдемар Вальбек стал одним из шести номинантов на премию «Халландец Года 2024» с формулировкой: «…за впечатляющую интерпретацию молодого Пера Гессле в фильме „Sommartider“, который стал одним из самых популярных фильмов этого лета. Он блистает в этой роли благодаря своей искренней и достоверной актёрской игре, изображению Пера Гессле — он и поёт, и играет, что способствует подлинности фильма. Его способность уловить культовый голос и энергию Гессле, придавая роли свой собственный стиль, сделала его одним из самых обсуждаемых молодых актеров в Швеции». Сам Гессле номинировался на эту премию четыре раза и стал её лауреатом в 2022 году.

## Связанные события
Певица и актриса Элла Тиритиелло, исполнительница роли Мари Фредрикссон, записала кавер на песню Roxette «It Must Have Been Love» и выпустила его в качестве сингла 12 июля 2024 года, за пять дней до премьеры фильма.
К выходу фильма официальное бюро по туризму города Хальмстад «Destination Halmstad» организовало туристические маршруты по столице лена Халланд и окрестностям, а также различные «летние мероприятия», связанные с музыкантами Gyllene Tider. Руководитель отдела туризма Каролина Давидссон (швед. Karolina Davidsson) считает, что фильм положительно скажется на развитии туризма в регионе и привлечёт в Халланд значительное число путешественников. Помимо выставки «The Gyllene Tider Experience», проходившей в городе летом 2024 года и отеля «Tylösand» с его постоянной экспозицией, посвящённой музыкантам, муниципалитет организовал такие мероприятия как, например, «Det hjärta som brinner» («гастротур, от которого горит сердце»), или, рекомендовал посетить пригород Хальмстада, Тюлёсанд, где располагается одноимённый отель и публичные пляжи.